# Hermes (satélite)
Hermes era un Cubesat estadounidense que debía haber sido operado por el Colorado Space Grant Consortium . Destinado a realizar experimentos de demostración de tecnología en órbita terrestre baja, se perdió durante el lanzamiento en marzo de 2011 cuando el cohete que lo llevaba no logró alcanzar la órbita.
El objetivo de la misión era probar sistemas de comunicaciones para futuros satélites.
Fue perdido durante el lanzamiento debido a una falla.